# كينت سميث
كينت سميث (بالإنجليزية: Kent Smith)‏ هو سياسي أمريكي، ولد في 4 سبتمبر 1966. حزبياً، نشط في الحزب الديمقراطي. وقد انتخب عضو مجلس نواب أوهايو.

## وصلات خارجية
- الموقع الرسمي